# Фахими, Халил
Халил Фахими(1876—1953) — иранский государственный и общественный деятель, министр внутренних дел. Также известный как Фахим ул-Мульк

## Биография
Халил-хан сын Мирза Махмуд-хана Наим ус-Салтана родился в 1876 года в городе Тегеране. Его отец занимал высокие правительственные посты при Каджарах, включая пост заведующий отделом в министерства иностранных дел.
Халил-хан учился в высшем учебном заведении Тегерана — Дар ул-Фунуне. Был официальным представителем персидского правительства, первым секретарем, а затем генеральным консулом во всем Кавказском регионе. Впоследствии — Чрезвычайным и Полномочным послом Персии в Блистательной Порте (Османской империи).
В 1936 году он встретился с Ататюрком.
В конце 1942 года по требованию советского правительства Фахим аль-Мульк был отозван с поста генерал-губернатора 3-го остана. Вместо него был назначен Г.Мугаддам. Этот был настроен лояльно по отношению к Советскому Союзу и просоветским политическим организациям, и с
помощью англичан иранские спецслужбы добились его отзыва из Азербайджана. Новый генерал-губернатор Ахмеди не пользовался должным авторитетом среди населения.
В 1945 году Халил-хан по приказу Мохаммед Реза-шаха был назначен губернатором Тебриза.
21 сентября состоялась церемония коронации. И в тот же день новый шах чисто формально представил Меджлису второй состав кабинета Форуги. Первым шагом нового кабинета было назначение 21 сентября Халила Фахими (Фахим ол-Мюлкю), выходца из древней аристократической семьи, ранее занимавшего различные министерские посты и работавшего к тому времени послом в Анкаре, на пост губернатора Азербайджана.
Бывший генерал-губернатор Тебриза Фахим уль-Мульк писал своему знакомому помещику Лигвани: «…Я слышал, что русские твою кандидатуру больше не поддерживают. Ты этому должен радоваться, ибо в тысячу раз лучше не быть членом парламента, чем избираться при поддержке русских. Я дал установку Азуди (уполномоченный правительства по выборам), который или провалит навязанных нам русскими кандидатов, или, если не получится, затянет выборы до открытия нового парламента. Есть надежда на то, что парламент отменит выборы в Азербайджане. Лучше не иметь депутатов в парламенте от Азербайджана, чем иметь депутатов, избранных так позорно. Примите все меры для провала навязанных нам кандидатов».
Мирза Халил-хан Фахим ул-Мульк умер в 1953 году в Тегеране.